# Mario Leclere
Mario Leclere (L'Avana, 10 dicembre 1983) è un direttore della fotografia e fotografo cubano.

## Biografia
Frequenta a Cuba il liceo artistico e in seguito prosegue gli studi presso il Centro di Studi della Televisione Cubana. Durante la frequentazione dei corsi, negli anni 2000-2001, inizia a lavorare nella Televisión Cubana come post-produttore dentro del dipartimento di post-produzione. Nel 2005 lascia la televisione per intraprendere un percorso come fotografo e Direttore della Fotografia freelance, continuando però a collaborare con il Dipartimento di Fiction, incaricandosi della realizzazione di diversi telefilm e serie TV. Nel 2008 comincia la sua collaborazione con l'ICAIC (Istituto Cubano delle Arti e dell'Industria Cinematografica) nell'ufficio di Santiago Álvarez, sotto la regia di Ismael Perdomo, realizzando con lui numerosi documentari.  
Nel 2011 conosce il regista Enrique Pineda Barnet, che lo invita a collaborare nel suo ultimo film Verde Verde. Nel 2012 lavora insieme al regista Carlos Medina nel suo lungometraggio Penumbra e al termine del film si trasferisce a Milano (Italia); una delle sue fotografie viene selezionata nell'edizione 2012 del concorso internazionale Gente e popoli di National Geographic. Nel 2015 la sua serie fotografica L'Avana nascosta viene selezionata da un festival di fotografia urbana ed esposta nelle principali città europee. Oggi continua la sua carriera nel mondo audiovisivo collaborando con diverse case di produzione italiane e internazionali nel mondo della pubblicità e dei documentari, come Direttore della Fotografia. 

## Filmografia parziale

### Lungometraggi
- 2011-2012 - Verde Verde, regia di Enrique Pineda Barnet
- 2012 - Penumbras, regia di Carlos Medina
- 2017 - Ombra e il Poeta, regia di Gianni Caminiti

### Telefilm
- 2006 - Palace, regia di Marlon Brito
- 2008 - Satisfacción Garantizada, regia di Elena Palacios
- 2009 - Leyendas de sal, regia di Ruben Consuegra
- 2010 - La Caza del Anticuario, regia di Delso Akino
- 2010 - Del lado del velo, regia di Elena Palacios
- 2010 - Misión Casting, regia di Delso Akino
- 2010 - Eclipse, regia di Delso Akino
- 2011 - Los pueblos silenciosos, regia di Elena Palacios
- 2011 - Ojos de perro azúl, regia di Elena Palacios
- 2011 - Teorema, regia di Mariela Lopez
- 2011 - Inevitable, regia di Delso Akino
- 2012 - Ingrid, regia di Heiking Hernández

### Cortometraggi
- 2011 - Lágrimas negras, regia di Efrain Galindo
- 2011 - Encuesta, regia di Michael. A
- 2012 - Te estoy "B"iendo , regia di Camila Carballo
- 2016 - Farida, regia di Mohamed Zouaoui (presentato nella 73ª Mostra internazionale d'arte cinematografica di Venezia)
- 2017 - Per non disturbare, regia di Daniele Russo

### Documentari
- 2010 - Cuba roja, serie di cinque documentari, regia di Ismael Perdomo
- 2011 - El evangelio según Ramiro, regia di Juan Carlos Talahorra
- 2014 - Adolescenti ribelli, regia di Paolo Casarolli
- 2015 - Nothing stop pink, regia di Alessandro Casale
- 2015 - The winners, regia di Paolo Casarolli
- 2015 - Bohemian Human Pride, regia di Mario Leclere
- 2016 - Nothing stop pink seconda edizione, regia di Alessandro Casale
- 2017 - Nothing stop pink terza edizione, regia di Alessandro Casale